# Paulina Chiziane
Paulina Chiziane (n. 4 iunie 1955, Manjacaze⁠(d), Província de Gaza, Mozambic) este o autoare de romane și nuvele scrise în limba portugheză. Ea a studiat la Universitatea Eduardo Mondlane din Maputo. Chiziane este prima femeie din Mozambic care a publicat romane cu un conținut polemic, cum ar fi, prima ei carte „Balada do Amor ao Vento” unde vorbește despre poligamia în sudul Mozambicului din timpul perioadei coloniale.

## Romane
- Balada de Amor ao Vento (1990)
- Ventos do Apocalipse (1996) ISBN 972-21-1262-7
- O Setimo Juramento (2000) ISBN 972-21-1329-1
- Niketche: Uma História de Poligamia (2002) - Companhia das Letras, ISBN 85-359-0471-9